# Salmo cettii
Salmo cettii är en fiskart som beskrevs av Rafinesque, 1810. Salmo cettii ingår i släktet Salmo och familjen laxfiskar. Inga underarter finns listade i Catalogue of Life.
Denna fisk finns endast kvar i ett källflöde till floden Tellaro på östra Sicilien. I andra vattendrag som avvattnar mot Medelhavet är arten utdöd. En liten population registrerades för flera år sedan i floden El Abaïch i Algeriet. Det senaste fyndet skedde för flera årtionden sedan.
Vattendraget på Sicilien ligger i ett karstlandskap och grunden består av klippor, sand och grus. Största delen av bäcken är under den torra perioden maximal 20 cm bred. Det finns upp till 2 meter djupa ställen. Salmo cettii når inte det övre loppet av vattendraget på grund av ett vattenfall.
Födan består av ryggradslösa djur som lever i vattnet eller som finns vid strandlinjen. Honor blir könsmogna vid en längd av 20 cm och hannar vid 11 cm.
Introducerade exemplar av öring är konkurrenter och dessutom kan hybrider uppstå. En annan konkurrent är den införda Sarmarutilus rubilio (familj Leuciscidae). Beståndet påverkas även av vattenföroreningar. Bäcken har ett avrinningsområde av 24 km². IUCN kategoriserar arten globalt som akut hotad (CR).